# Nuillé-le-Jalais
Nuillé-le-Jalais település Franciaországban, Sarthe megyében. Lakosainak száma 529 fő (2022. január 1.). Nuillé-le-Jalais Connerré, Thorigné-sur-Dué, Le Breil-sur-Mérize és Soulitré községekkel határos.

## Népesség
A település népességének változása:
| Lakosok száma | 509  | 529  | 541  | 542  | 537  | 533  | 528  | 524  | 529  |
|               | 2013 | 2015 | 2016 | 2017 | 2018 | 2019 | 2020 | 2021 | 2022 |